# Schönefelder Kreuz
Das Schönefelder Kreuz (auch: Autobahnkreuz Schönefeld; Abkürzung: AK Schönefeld; Kurzform: Kreuz Schönefeld) ist ein Autobahnkreuz in Brandenburg in der Metropolregion Berlin. Es bindet die Bundesautobahn 113 (Flughafenautobahn) und die Bundesautobahn 13 (Berlin – Dresden) an die Bundesautobahn 10 (Berliner Ring) an.

## Geographie

Wappen von Kiekebusch mit dem Autobahnkreuz als Stützbogenhochkreuz

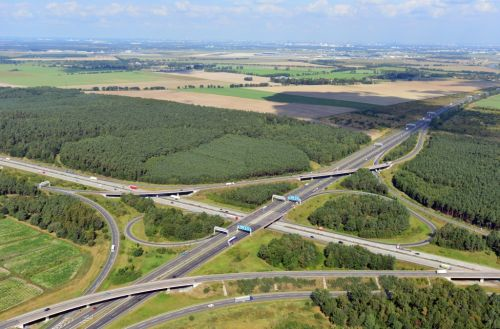
Luftbild vom Schönefelder Kreuz September 2012

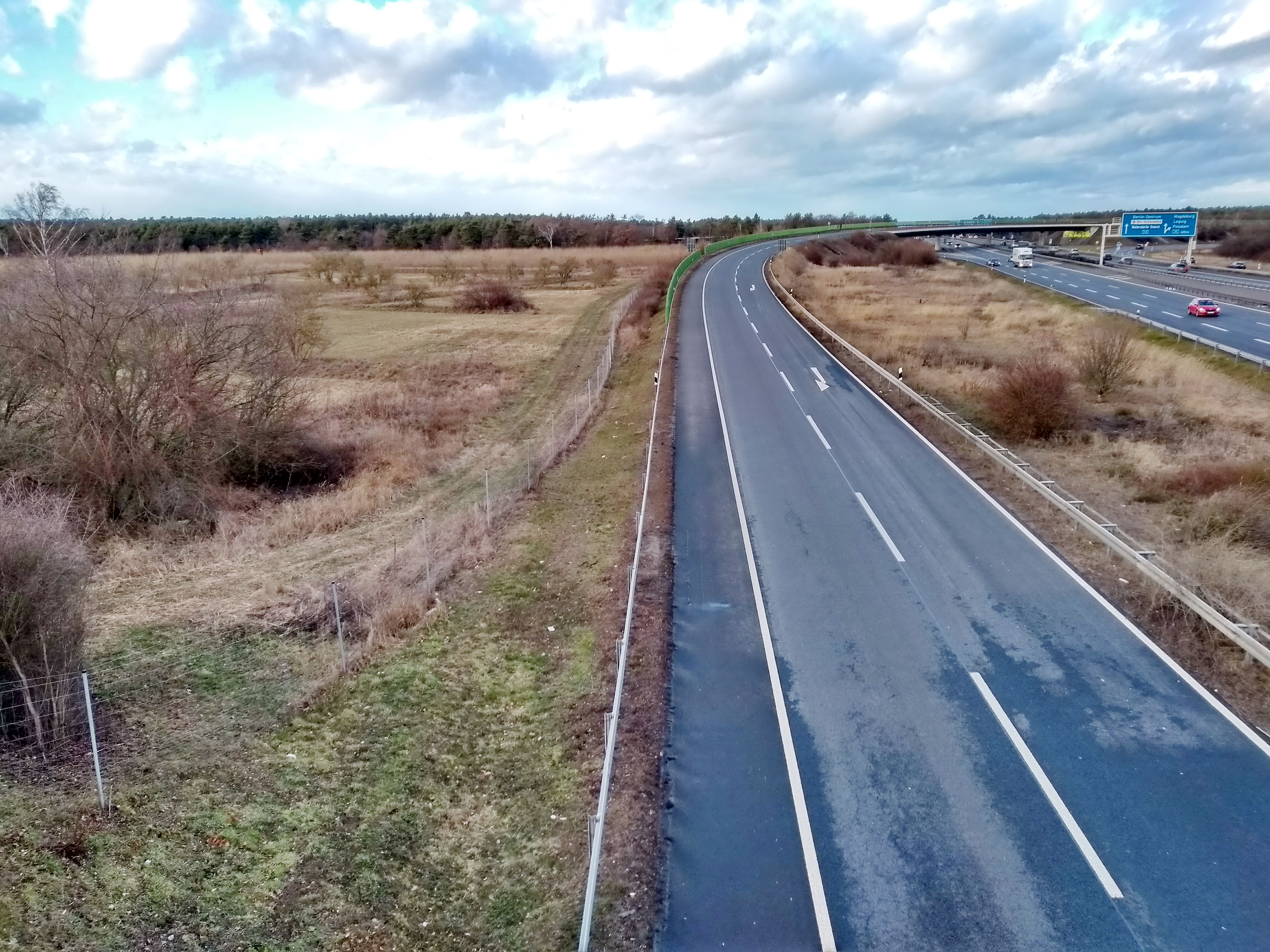
Ehemalige Rieselfelder des Stadtgutes Deutsch Wusterhausen südlich des Kreuzes

Das Autobahnkreuz liegt auf den Gemeindegebieten von Mittenwalde und Schönefeld. Die umliegenden Städte und Gemeinden sind Königs Wusterhausen, Zeuthen und Wildau. Die nächstgelegenen Ortsteile sind Kiekebusch und Diepensee sowie Brusendorf und Ragow. Namensgebend war der Ort Schönefeld, der jedoch fast zehn Kilometer entfernt ist. Es befindet sich etwa 25 km südlich der Berliner Innenstadt, etwa 70 km westlich von Frankfurt (Oder) und etwa 80 km nordwestlich von Cottbus.
Der nach Norden führende Abschnitt der A 113 wurde bis 2008 verschwenkt, um den neuen Flughafen Berlin Brandenburg (BER) anzubinden. Dieser befindet sich zwischen dem Autobahnkreuz und dem alten Flughafen Berlin-Schönefeld.
Es befindet sich unweit des Naturpark Dahme-Heideseen.
Das Schönefelder Kreuz trägt auf der A 10 die Anschlussstellennummer 11, auf der A 13 die Nummer 1 und auf der A 113 die Nummer 10.

## Geschichte
Das Bauwerk wurde 1938 unter der Bezeichnung „Lausitzer Dreieck“ (später: „Lausitzer Abzweig“) als linksgeführte Trompete errichtet. Die indirekte Rampe Frankfurt (Oder)–Dresden hatte einen Radius von 170 m und konnte damit im Gegensatz zu den anderen Dreiecken des Berliner Ringes mit einer Fahrbahnquerneigung von nur acht Grad realisiert werden. Andere zur gleichen Zeit errichtete Bauwerke wiesen eine Fahrbahnquerneigung von über 20° auf.
Nach dem Bau der Berliner Mauer sollte eine Autobahn vom südöstlichen Berliner Ring nach Ost-Berlin geführt werden, da die weiter westlich liegenden Abzweige allesamt nach West-Berlin führten. Diese neue Autobahnstrecke, ein Autobahnteilstück der heutigen A 113 und die heutige A 117, sollte vom Lausitzer Dreieck aus nach Norden abzweigen. Dafür wurde das Dreieck zu einem angepassten Kleeblatt umgebaut. Dabei ist die indirekte Rampe Frankfurt–Dresden weitgehend erhalten geblieben. Die halbdirekte Rampe Dresden – Potsdam wurde nach Norden hin an die neue Autobahn angebunden und stellte nun die Verbindung Berlin-Mitte – Potsdam her. Die übrigen Verbindungen wurden mit indirekten Rampen realisiert. Durch die teilweise Beibehaltung der alten Trompetenbauform entstand der relativ große Kreisel im nordwestlichen Quadranten des Autobahnkreuzes.
Der Umbau des Schönefelder Kreuzes in den 1990er Jahren brachte eine Mischform hervor, die in Richtung eines Malteserkreuzes geht und als Cloverstack (‚Kleestapel‘) bezeichnet wird. Die Wechsel von West nach Nord und von Ost nach Süd wurden durch direkte Verbindungsrampen effektiver gestaltet. Der Wechsel Nord nach Ost und Süd nach West hat jedoch weiterhin enge Kreisel. Der große nordwestliche Kreisel wurde entfernt, die Schneisen für die alten Fahrbahnen sind auf Luftaufnahmen heute noch zu erkennen.
Am 26. September 2010 ereignete sich ein Busunglück auf der A 10 am Schönefelder Kreuz. Die Fahrerin eines Pkw verlor bei regennasser Fahrbahn die Kontrolle über ihren Wagen und raste in einen polnischen Bus, der daraufhin gegen einen Brückenpfeiler stieß. 14 Businsassen – allesamt polnische Staatsbürger – kamen ums Leben und 38 weitere wurden verletzt, 19 von ihnen schwer.

## Bauform und Ausbauzustand
Die A 13 ist vierstreifig ausgebaut, die A 10 sechsstreifig. Die A 113 ist siebenstreifig ausgebaut, mit vier Fahrstreifen in Richtung Norden und drei in Richtung Süden. Die direkten Rampen und die Tangentenrampen sind zweistreifig, die indirekten Rampen sind einstreifig ausgeführt.
Das Kreuz wurde als Kleeblatt mit doppelter Tangentenlösung angelegt. Das Hauptbrückenlaufwerk liegt Nord-Süd über die A 10 hinweg.

## Verkehrsaufkommen
Das Schönefelder Kreuz wird täglich von rund 164.000 Fahrzeugen durchfahren, damit zählt es zu den meistbefahrenen Autobahnkreuzen in Brandenburg.
| Von                           | Nach                | Durchschnittliche tägliche Verkehrsstärke | Durchschnittliche tägliche Verkehrsstärke | Durchschnittliche tägliche Verkehrsstärke | Anteil Schwerlastverkehr | Anteil Schwerlastverkehr | Anteil Schwerlastverkehr |
| Von                           | Nach                | 2005                                      | 2010                                      | 2015                                      | 2005                     | 2010                     | 2015                     |
| ----------------------------- | ------------------- | ----------------------------------------- | ----------------------------------------- | ----------------------------------------- | ------------------------ | ------------------------ | ------------------------ |
| AS Königs Wusterhausen (A 10) | Schönefelder Kreuz  | 59.000                                    | 75.900                                    | 85.600                                    | 17,6 %                   | 19,3 %                   | 19,2 %                   |
| Schönefelder Kreuz            | AS Rangsdorf (A 10) | 56.600                                    | 66.200                                    | 73.100                                    | 19,0 %                   | 25,7 %                   | 20,9 %                   |
| Schönefelder Kreuz            | AS Ragow (A 13)     | 45.100                                    | 45.600                                    | 58.300                                    | 12,5 %                   | 13,3 %                   | 16,4 %                   |
| Waltersdorfer Dreieck (A 113) | Schönefelder Kreuz  | 44.100                                    | 65.100                                    | 83.600                                    | 05,6 %                   | 07,8 %                   | 06,8 %                   |